# 查莉成长日记
《我愛夏莉》是迪士尼频道原创电视剧集，首播于2010年4月4日。整个剧集围绕鄧肯一家展开，核心劇情為其第四个孩子——查莉（Charlie）出生后所发生的故事。在每一集中家中第二个孩子泰蒂（Teddy）将会录制一段影片，给夏莉怎样度过青年时代的建议。而在每集最后，泰蒂（或家庭里其他成员）将会说一句“祝你好运，查莉。”（Good luck, Charlie.）作为结束。
起初在其他意見下，製作群曾提出其他包括以成人為主的畫面並更換名稱為「喔~」（Oops）或是「愛你，泰蒂」（Love, Teddy），最後為了確保能吸引全部的家庭觀眾群，拍板決定名稱為「祝你好運，夏莉」(「Good Luck Charlie」)。本劇於美國時間2010年4月4日的熱門時段首映。並於2010年4月5日在加拿大首映，2010年5月14日於英國與愛爾蘭地區首映；2010年7月23日於澳洲與紐西蘭首映；在2010年8月宣布本劇將續訂第二季，並於2011年2月20日首映第二季第一集。聖誕假期時，迪士尼製作了本劇電影版《我愛夏莉：瘋狂聖誕》（Good Luck Charlie, It's Christmas!），於2011年3月開始製作，12月首播。
2011年8月29日，迪士尼頻道宣布續訂第三季。第三季的首映時間是2012年5月6日，季末為2013年1月20日。在2012年7月12日迪士尼頻道宣布續訂第四季。2013年4月28日第四季正式首播。同年6月正式確認第四季將會是本劇系列最後一季，並預定在2014年初結束全部劇集系列。2014年2月16日播出一小時完結篇。

## 劇集大綱
本劇集系列為迪士尼频道開台以来少有的一部純粹以家庭为中心的情景喜剧。劇情焦點放在居住於科羅拉多州丹佛的鄧肯家庭，當母親艾美發現她在三個小孩（阿傑、泰蒂、蓋伯）都長成青少年之後居然又懷孕了。隨著夏綠蒂「夏莉」·鄧肯的出生，其他小孩就必須肩負照顧這個小妹的工作。圍繞著各家族成員在照顧夏莉的同時又必須面對生活上其他難題。
每集開頭都是由泰蒂錄製自己的影像日記，因泰蒂希望以後這些影像紀錄可留給長大的夏莉觀看。因此每集快結束之前，泰蒂(或其他家人)都會對著攝影機並說本劇集的經典名言「祝你好運，夏莉」或是「祝他們好運，夏莉」。每當正式劇情結束（出現鄧肯家外觀畫面作分割）趁劇尾出現演職員名單時，會播出一些基於劇中人事物加以延伸的「異想片段」，以實現實際上很難達成的情節或有時是一些幕後花絮。在電影版中艾美發現自己又懷孕了，而在第三季後期生下了一個男孩——托比（Toby），也因此為家庭帶來第五個小孩。

## 角色

### 主要角色
- 泰蒂·邓肯(Teddy R.[9]Duncan，全名提奧多拉·莉貝卡·鄧肯 Theodora Rebecca Duncan)（布莉琪·門德勒飾演 国语配音：杜素真）（生日1995年8月4日）

剧中夏莉唯一的姐姐，家中第二个孩子兼長女，也是本劇實際核心人物。根据剧中第2季18集〈陽光之旅〉（Sun Show: Part 1）中提及原本父母希望能生一個男生，因此取了這比較男性化的名字「Teddy」。在学校成績不錯，但比不上真正的學霸，因為常給周圍的人帶來厄運，因此被視為掃把星，但泰蒂本人並不承認此事實。擅長唱歌，但極度不擅長跳舞。性格方面，相當有自信且自戀，認為每個人都該喜歡自己，曾因學校有位老師不喜歡自己而無法接受。在與德瑞克提分手時因對方表現平靜而暴走，無法接受對方沒有因分手而表現出難過，後續揚言要讓德瑞克徹底絕望。德瑞克則因泰蒂在餐廳暴走引起他人注意而感到丟臉。
由於泰蒂發現她可能無法完整伴隨夏莉的成長過程，決定製作影像日記，希望夏莉在成為青少年之後，讓她如果發生事情時當作一個建議（第四季第9集〈未來篇〉‘Futuredrama’中，14歲的夏莉就以此尋找整治托比的法子）。她製作並主演每一集影帶，並且在每集結束前說「祝你好運，夏莉」。泰蒂在第一季時開始與史賓賽交往，然後當她發現史賓賽同時跟另一個漂亮柔弱黑色長髮女生——斯凱勒（Skyler）交往之後就跟他分手，不過雖然如此兩女卻成為朋友。直到第二季時兩人才重新交往，不過後來由於史賓賽要去波士頓念大學，所以又決定分手，因雙方兩人不願成為「遠距離交往」，不過隨著泰蒂錄取上耶魯大學，與史賓賽相較近了許多，而且兩人也還有感情，並在全劇完結篇Goodbye Charlie復合了。不過泰蒂本身相當花心，只要是帥哥都喜歡，與史賓賽分分合合的過程中曾經和短暫到爸爸公司上班的帥哥伯歐交往過。泰蒂也很關心她的兄弟，閨蜜是艾薇（Ivy），跟大哥阿傑差2歲。
- ·邓肯(PJ Duncan，全名派崔克（台譯派奇）·約翰·達斯·鄧肯 Patrick John Darth Duncan)（傑森·多利飾演 国语配音：鈕凱暘）（生日：1993年9月17日）

家中最大孩子兼長子。他和泰蒂互相争斗也互相照顾，而和弟弟盖伯相处的很好。他平常看起来雖傻傻有些幼稚，但在一些关键时刻卻能表现得很坚强机智。在第2季27集Can You Keep a Secret?中，鮑勃才承認他的名字PJ原本是以他曾祖父「Patrick John」命名，但因他弄錯了所以變成「Potty John」（有廁所之意）（台譯沖約翰）。之後鮑伯又把他名字弄錯變成PP‧鄧肯（P.P. Duncan，台譯屁屁鄧肯）。在Battle of the Band中，阿傑認識了斯凱勒進而交往。但在PJ in the City中，因她舉家搬遷到紐約而分手，但在第4季17集〈我愛小潔：紐約市聖誕節〉（Good Luck JESSIE: NYC Christmas，本劇與小潔的保姆日記的結合聖誕特輯）中，阿傑陪泰蒂前往紐約的大學參觀時，在當地酸菜熱狗堡攤子幫老闆看顧時遇到了斯凱勒並得知她上了丹佛大學，兩人也因此復合。第三季開始展現廚藝興趣並自大學休學就讀烹飪學校，畢業後於完結篇和爸爸合夥經營自朋友頂下來的餐車販賣花生醬與果醬三明治，名為「B & P.J's PB & J」（PB代表花生醬，J代表果醬）。
- ·邓肯(Gabe Duncan，全名加百利·邓肯 Gabriel B. Duncan)[12]（布拉德利·史蒂芬·佩瑞飾演 国语配音：姜瑰瑾）（生日：1998年11月23日）

家中第三个孩子兼次子。他是一个很淘气的惡作劇和麻煩製造者，喜歡譏諷且懶惰。然而也很爱护每一个家人，經常展現其負責態度（對夏莉）。和隔壁邻居戴妮太太是死对头，並經常對她惡作劇。其實他一開始表明不希望夏莉到來，且是最晚接受她的家人。他跟托比是家中唯二褐色頭髮的人，其他都是金髮。在劇中他經常嘲笑父親體重過胖，母親廚藝不精，哥哥愚蠢行為和姐姐過於老好人。如戴尼太太過於煩人，也會予以「反擊」。因為他贏得命名權，所以托比是由蓋伯命名。在Wentz's Weather Girls，他為了讓女孩子印象深刻，模仿泰蒂動作錄製影像，並且最後說「祝你有錢，托比」("Good Fortune, Toby!")。他曾在第一季第一集Study Date時說生日是11月23日。〈未來篇〉提及有兒子「小盖伯」（Gabe Duncan Jr.）。他跟阿傑差6歲，跟泰蒂差4歲。
- ·邓肯(Amy B.[13]Duncan，婚前姓布萊肯霍普 Blankenhooper，台譯「伯肯華」) [14]（李艾琳·貝克飾演 国语配音：林芳雪）

家里的妈妈，是位重視家庭的女性，但愛慕虛榮渴望成名，為了自己成名會說謊或傷害他人，曾經為了自己的節目差點毀掉泰蒂的大學面試。曾在大醫院擔任護士並在夏莉出生後回歸崗位，与医院上级凱倫（Karen）关系不是特别好。一開始她不喜歡讓夏莉離開身邊，但隨劇集發展，她可以放手將夏莉給其他三個小孩還有丈夫照顧。個性有點喜歡自吹自擂，且喜歡炫耀自身成果。曾在地方電視台待過，且高中時曾寫過詩集。她曾提過就讀於西南丹佛社區大學時參與過各種社團活動，最後仍拿到護士學位。艾美喜歡特殊的機會，特別是能夠上電視的機會。她喜歡各種公開場合，例如社區活動或是表演秀，這樣才有上台機會，但往往最後「被迫」中斷演出或是其他原因取消。不過對孩子們還是相當嚴厲，該處罰時還是會處罰。在電影版中又發現懷了第五個孩子（托比）。第三季回醫院後因一直出現將多人看成夏莉的幻象，發現同時照顧夏莉和托比還要上班實在太過辛苦，就再次辭職正式成為全職家庭主婦。完結篇成為當地節目《早安丹佛》主持人。
- ·邓肯(Bob Duncan，全名羅伯特·威廉·邓肯 Robert William Duncan)（台譯「鮑伯」）（埃里克·阿蘭·克萊默飾演 国语配音：第一季→詹君阳、第二季开始→孙诚）

家里的爸爸，一家名為「鮑伯包你沒蟲」（Bob's Bugs Be Gone）的除害虫公司老闆，对消灭虫子有着无比的热爱。总是尽责地照料孩子们，對家人極為愛護與關心。科幻系列作品的粉丝，很喜欢吃东西和看动画。是盖伯所在的篮球队教练，练过芭蕾，而且方块舞跳得很好。完結篇和阿傑合夥經營餐車。
- 夏莉·邓肯(Charlie Duncan，全名夏綠蒂·伊莉莎白·邓肯 Charlotte Elizabeth Duncan)（米婭·塔勒里可 Mia Talerico/阿瓦·伊莉莎白·桑姆博拉 Ava Elizabeth Sambora（〈未來篇〉）飾演 国语配音：杜素真）（生日：2009年6月24日）

家里第四個小孩兼么女，由泰蒂所命名。在後面情節中逐漸展現心機並「善用」自身優勢讓別人不會懷疑自己或不忍責備。她跟阿傑差16歲；跟泰蒂差14歲；跟蓋伯差10歲。
- 托比‧鄧肯（Toby Duncan，全名托比‧旺-肯諾比‧鄧肯 Toby Wan-Kenobi Duncan）（第三季由Jake Cinoa飾演（未列入演員名單），第四季由Logan Moreau飾演，〈未來篇〉由Stone Eisenmann飾演）

鄧肯家第五個孩子兼么子，小名是熱狗鄧肯，是唯一不在醫院出生的孩子。他在冰淇淋車後車廂出生，鮑伯與泰蒂當時也在車上準備到醫院，但因為來不及就由泰蒂協助下直接出生。他跟夏莉同一天生日，是由蓋伯替他取名。盖伯也曾經利用托比假裝學泰蒂說要錄製給托比的影片博得女孩子好感。因而盖伯最後說「祝你有錢，托比」（ Good Fortune, Toby） 。跟阿傑差18歲；跟泰蒂差16歲；跟蓋伯差12歲；跟夏莉差3歲。
該角由當時懷孕了的李艾琳·貝克要求創建，2012年7月12日時，迪士尼宣布拍攝第四季並將托比列入重要卡司(不過他仍然是嬰兒)。Logan Moreau （生日2012年1月27日，出生於加州洛杉磯）被選為第四季的演員。

### 配角
- （Ivy Wentz，全名艾薇‧瑞妮‧溫茲 Ivy Renee[17]Wentz）（雷文·古德溫（Raven Goodwin）飾演 国语配音：林芳雪）

。為泰蒂好友，也是本系列重要配角。她大部分都在鄧肯家與泰蒂一起玩，或者是一同短期旅行。艾薇相當精力充沛，有智慧；雖然她並沒有在學校獲得相當高的成績。她對許多事情感到熱情，例如服裝、金錢、流行娛樂、男孩子還有傳簡訊。許多情況下可以看到艾薇對於朋友相當忠誠以及會安慰朋友。艾薇曾經與艾密特簡短約會過，但那是因為她們需要艾密特載她們去學校的舞會。曾經揭示過艾薇喜歡鄉村音樂以及有動物花紋的衣服。在某些情況下暗示艾薇熱愛巧克力。完結篇中離家前往亚利桑那州读大学。
- （Spencer Walsh）（Shane Harper飾演）

史賓賽是泰蒂的前男友，第一季一開始的時候，兩人就互相有好感，並且以讀書的名義在泰蒂家約會。後來兩人正式交往。之後在第1季第20集的時候，泰蒂發現史賓賽劈腿另一個女孩，於是泰蒂就與他分手。在第一季第24集和第25集的時候，史賓賽也去了鄧肯家一同去的小木屋，兩人見到了面，最後在滑雪的時候接吻。不過到最後兩人決定當朋友。他跟艾密特由於去參加舞會的關係，發現彼此都很會跳舞，最後成為好朋友。在第2季第27集的時候，他與泰蒂重新開始交往。在第3季第22集的時候，由於史賓賽決定去波士頓念大學而泰蒂尚未畢業，兩人決定分手。之後在泰蒂的生日派對上，他突然現身，並要求與泰蒂復合，但是當時泰蒂的心已經轉向伯歐（Beau）。最後兩人要求泰蒂做決定，泰蒂決定和伯歐（Beau）交往，後來他們倆還是在一起了
- （Emmett Heglin）（Micah Stephen Williams飾演）

阿傑好友。他身材修長且幽默，並且對泰蒂一網情深，不過泰蒂總是拒絕他。艾密特與阿傑組了一個樂團「PJ and the Vibe」，艾密特擔任鼓手，阿傑擔任吉他手與主唱。有一姪子叫作麥森（Mason），跟夏莉一樣年紀，因此兩人曾經拿麥森和夏莉競賽（爬行，或是後來騎腳踏車）。舞蹈功力也意外地驚人，曾經與史賓賽一同跳舞。在他的心目中，他認為自己是風流倜儻、成熟，對女孩非常有吸引力的，然而往往被女孩子拒絕。在第三季的時候，艾密特與阿傑決定搬出去外面一同租房子，后因付不起房租而搬出公寓住進鄧肯家，完結篇时搬出并和鮑伯與阿傑共同经营餐车。
- （Mrs. Dabney，全名艾絲蒂爾‧戴妮 Mrs. Estelle[18]Dabney）（Patricia Belcher飾演 国语配音：姜瑰瑾）

鄧肯家隔壁鄰居，但是個性不好，而且很容易吵鬧。第1季第3集時，阿傑與盖伯以為她殺了她丈夫，事後證實她丈夫已與她分居（但是還活得好好的）。在第1季第12集結尾顯示戴妮太太是1958年出生在威斯康辛州希博伊根的知名轟動五胞胎姊妹其中一員。曾經有一次因為鄧肯家的樹太靠近她家，她要求鮑勃砍掉樹，但是因為樹上有樹屋，因此泰蒂不願意，最後雖然沒有拆，但是因為大家都站上去所以就垮了下來，最後樹屋有重建。戴妮太太經常懷疑盖伯，因為盖伯的惡作劇往往會影響到她，並稱他「惡魔之子」。不過她也經常針對鮑勃、阿傑，但是對夏莉很寬容。也曾經顯示過她年輕時是電視劇Higgins and Zork粉絲。她喜愛她的兒子和她的貓比她老公還多，因此造成了一個討論：為什麼她要與她先生結婚。第2季第29集時顯示她已經與丈夫離婚。在同一集她也與鄧肯家爺爺打情罵俏，不過不久後就在該集結尾分手了。
- （Lauren Dabney，全名羅蘭·瑪莉·戴妮 Lauren Marie Dabney）（潔倫·巴隆（Jaylen Barron）飾演）

戴妮太太孙女，同时也是盖伯女朋友。戴妮太太一开始非常不愿意兩人在一起但最终妥协。也是一位游戏高手。
- 黛比·杜利（Debbie Dooley）（Ericka Kreutz飾演）

鄧肯家新鄰居，丈夫為當地警察局長戴比迪（Deputy Doug Dooley）而有一個女兒叫作迪迪/娣娣（Dede）。她有一口強烈的中西部口音（台版是較高尖的聲音）。首次現身為第2季第16集，她是艾美的朋友。泰蒂與艾薇之後曾帶夏莉跟迪迪一同去賺錢。她之後現身於第3季第3集是艾美邀她參加她的準媽媽派對，然而那是因黛比是唯一會烤蛋糕的人。夏莉之後對黛比說艾美覺得她的口音很奇怪，讓她暴怒離開。
- （Jo Keener，全名喬伊·琪納）（吉娜維芙·漢內柳斯（Genevieve Hannelius）飾演 国语配音：林芳雪）[19]

盖伯的小學女同學，行事很容易動手打人。她一開始現身時不斷地欺負盖伯，後來泰蒂才發現原來是因喬喜歡盖伯。後來兩人的關係一直維持在很複雜的敵視和友好輪迴，有一度盖伯要選班長的時候，喬設計他讓他的形象大壞。又有一次喬要求盖伯成為她的舞伴。不過由於後來 G. Hannelius 演出新影集《狗狗部落客》之後，就不再出現於本系列當中。
- （Skyler）（Samantha Boscarino飾演）

泰蒂朋友與史賓賽前女友。首次現身於第1季20集，當時是史賓賽劈腿對象。後來在該季21集時，艾薇找了絲凱勒與泰蒂見面，兩人一同寫了一首歌來報復史賓賽，因此最後化敵為友。在第二季第七集時，因絲凱樂也是個吉他手和鋼琴手，所以泰蒂找了她想一同參加樂團比賽，但她少根筋的個性跟阿傑差不多，因此合作過程中也吃了不少苦頭。然而阿傑與艾密特也要參加，因兩組人馬都在家裡練習的緣故，因此阿傑認識了她，最後兩人很快地開始交往。之後在該季十七集時，由於絲凱勒得搬去紐約，因此兩人決定分手。最後在第4季第17集，阿傑和泰蒂去紐約參觀時，阿傑在公園遇上了絲凱勒，她宣布考上了丹佛大學，所以以後會回來丹佛，因此兩人又重新交往。

## 剧集
| 季 | 季   | 集数 | 首播（美国时间） | 首播（美国时间） |
| 季 | 季   | 集数 | 首集             | 末集             |
| -- | ---- | ---- | ---------------- | ---------------- |
|    | 1    | 26   | 2010年4月4日     | 2011年1月30日    |
|    | 2    | 30   | 2011年2月20日    | 2011年11月27日   |
|    | 电影 | 电影 | 2011年12月2日    | 2011年12月2日    |
|    | 3    | 21   | 2012年5月6日     | 2013年1月20日    |
|    | 4    | 20   | 2013年4月28日    | 2014年2月16日    |

## 引用
1. ↑  . Disney Channels Worldwide. March 3, 2010  [April 7, 2010]. （原始内容存档于2012-08-08）.
2. ↑  ‘Good Luck Charlie’ Season 2 （页面存档备份，存于） Posted on January 26, 2011 by Disney Channel Media Net
3. 1 2   (新闻稿). Disney Channel Medianet. August 31, 2011  [2013-12-11]. （原始内容存档于2011-11-13）.
4. 1 2  Disney Press Release. . Zap2it. July 12, 2012  [July 12, 2012]. （原始内容存档于2012-11-03）.
5. ↑  . Accesshollywood.com. March 5, 2013  [June 12, 2013]. （原始内容存档于2013-10-19）.
6. ↑  Andreeva, Nellie. . Deadline.com.   [June 12, 2013]. （原始内容存档于2014-08-12）.
7. ↑  . Tv.disney.go.com.   [June 5, 2010]. （原始内容存档于2010-05-28）.
8. ↑  . . 第3季. 第7集. June 24, 2012. Disney Channel.
9. ↑  . . 第1季. 第22集.  09:02 记录于. November 28, 2010. Disney Channel.
10. ↑  .   [2018-08-07]. （原始内容存档于2020-10-16）.
11. ↑  .   [2018-08-07]. （原始内容存档于2020-10-16）.
12. ↑  . . 第1季. 第6集.  09:02 记录于. May 9, 2010. Disney Channel. 请检查|episodelink=值 (帮助)
13. ↑  . . 第2季. 第6集.  14:00 记录于. March 27, 2011. Disney Channel.
14. ↑  . . 第1季. 第25集.  05:00 记录于. January 23, 2011. Disney Channel.
15. ↑  . . 第1季. 第8集.  09:02 记录于. 2010-05-23. Disney Channel. 请检查|episodelink=值 (帮助)
16. ↑  . Disney Channel Medianet. 2013  [April 28, 2013]. （原始内容存档于2013-10-30）.
17. ↑  . . 第1季. 第21集.  14:12 记录于. November 21, 2010. Disney Channel.
18. ↑  . . 第1季. 第12集.  11:28 记录于. July 11, 2010. Disney Channel.
19. ↑  . . 第1季. 第16集.  9:27 记录于. September 12, 2010. Disney Channel. I'm Jo Keener
20. ↑  . tvlistings.zap2it.com.   [April 24, 2012]. （原始内容存档于2015-12-31）.
21. ↑  Schneider, Michael. . TV Guide. January 21, 2014  [January 22, 2014]. （原始内容存档于2014-12-31）.